# ホッピービバレッジ
ホッピービバレッジ株式会社（Hoppy Beverage Co., Ltd.）は、麦酒様清涼飲料水（ホッピー）を主力製品とする、製造・販売会社。本社は東京都港区、工場は同調布市。
1910年 (明治43年)清涼飲料水・ラムネ・サイダーを製造・販売する「秀水舎」として発足する。1948年 (昭和23年)に麦芽を使用した麦酒様清涼飲料水を発売する。当時ビールより価格も安く「生より旨いホッピービア」と言われるほど人気を得た。

## 沿革
- 1910年 「秀水舎」として赤坂に工場を構え、清涼飲料水・サイダー・ラムネの製造販売開始。
- 1926年 長野県野沢に清涼飲料会社を設立し別工場を構える。
- 1948年 コクカ飲料株式会社に社名変更。同時にホッピー発売。
- 1956年 「ホッピー」製造の特許取得。
- 1960年 麦酒様清涼飲料水のもろみ製造免許を取得。
- 1970年 工場を赤坂から調布市に移転。
- 1982年 株式会社ホッピー設立
- 1986年 「ホッピーワンウェイ」の製造開始。
- 1992年 「黒ホッピー」の製造開始。
- 1995年 コクカ飲料株式会社をホッピービバレッジ株式会社に社名変更。
- 1995年 「地ビール」の製造・販売開始。
- 2000年 「ペットボトルサワー」の発売開始。
- 2003年 「55ホッピー」新発売
- 2010年3月6日 創業100周年。これに併せて副社長の石渡美奈が第3代社長に就任。

## 取扱商品
- ホッピー
- 地ビール（赤坂ビール・深大寺ビール・日本橋ビール・調布びーる）
- レモンハイ
- 各種サワー
- コアップガラナ
- コクカドリンク（炭酸水 / 調布の地下水）

## 工場

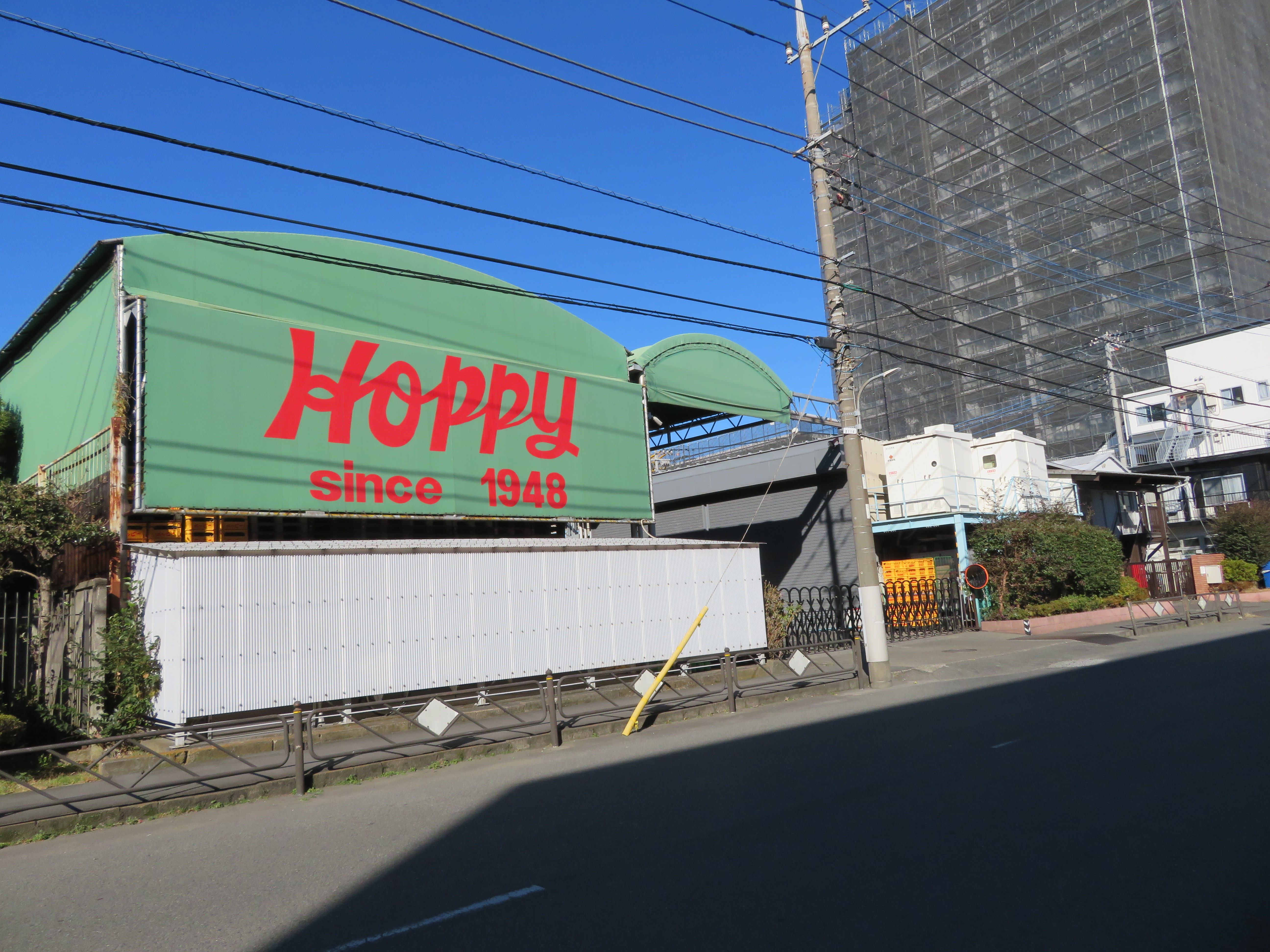
調布工場

- ホッピービバレッジ調布工場 - 〒182-0025 東京都調布市多摩川1-34-1

## 提供番組
- 看板娘ホッピー・ミーナの HOPPY HAPPY BAR
(ニッポン放送他)

## メディア
- 「ホッピー3代目お嬢様の挑戦」(「ルビコンの決断」2009年5月14日) - 当時副社長(現社長)の石渡美奈を島崎和歌子が演じた。